# Saison 4 de Mike and Molly
```
| nom			= Nouamane chakor
| image		= vide
| légende		=4 juin 2001
| série		=vide
| pays			=morocco 
| chaine		=Casablanca
```

## Synopsis
La série se déroule dans la ville de Chicago, et suit les aventures de Mike Biggs, fonctionnaire de police qui tente de perdre du poids, et Molly Flynn, institutrice aux formes généreuses qui tente de faire la paix avec son corps, qui se sont rencontrés lors d'une réunion des Outremangeurs Anonymes.

## Généralités
La diffusion de la quatrième saison initialement prévue pour le début 2014,, a été avancée au 4 novembre 2013 du fait de l'annulation de la série We Are Men.
Une saison 5 a été annoncée par la chaîne CBS le 13 mars 2014.

## Distribution

### Acteurs principaux
- Billy Gardell : officier Michael « Mike » Biggs
- Melissa McCarthy : Molly Flynn
- Reno Wilson (en) : officier Carlton « Carl » McMillan
- Katy Mixon : Victoria Flynn
- Nyambi Nyambi (en) : Samuel
- Rondi Reed (en) : Margaret « Peggy » Biggs
- Cleo King : Rosetta « Nana », la grand-mère de Carl
- Louis Mustillo (en) : Vincent « Vince » Moranto
- Swoosie Kurtz : Joyce Flynn

## Liste des épisodes

### Épisode 1: titre français inconnu (Molly Unleashed)
- États-Unis /  Canada : 4 novembre 2012 sur CBS[6] / Citytv

- États-Unis : 9,22 millions de téléspectateurs[7] (première diffusion)

### Épisode 2: titre français inconnu (The First and Last Ride-Along)
- États-Unis /  Canada : 11 novembre 2012 sur CBS / Citytv

- États-Unis : 8,65 millions de téléspectateurs[8] (première diffusion)

### Épisode 3: titre français inconnu (Sex and Death)
- États-Unis /  Canada : 18 novembre 2013 sur CBS / Citytv

- États-Unis : 8,08 millions de téléspectateurs[9] (première diffusion)

### Épisode 4: titre français inconnu (Careful What You Dig For)
- États-Unis /  Canada : 25 novembre 2013 sur CBS / Citytv

- États-Unis : 8,48 millions de téléspectateurs[10] (première diffusion)
- Canada : 1,139 million de téléspectateurs[11] (première diffusion + différé 7 jours)

### Épisode 5: titre français inconnu (Poker in the Front, Looker in the Back)
- États-Unis /  Canada : 2 décembre 2013 sur CBS / Citytv

- États-Unis : 8,71 millions de téléspectateurs[12] (première diffusion)
- Canada : 1,322 million de téléspectateurs[13] (première diffusion + différé 7 jours)

### Épisode 6: titre français inconnu (Shoeless Molly Flynn)
- États-Unis /  Canada : 9 décembre 2013 sur CBS / Citytv

- États-Unis : 7,78 millions de téléspectateurs[14] (première diffusion)

### Épisode 7: titre français inconnu (They Shoot Asses, Don't They?)
- États-Unis /  Canada : 16 décembre 2013 sur CBS / Citytv

- États-Unis : 8,88 millions de téléspectateurs[15] (première diffusion)
- Canada : 1,084 million de téléspectateurs[16] (première diffusion + différé 7 jours)

### Épisode 8: titre français inconnu (What Molly Hath Wrought)
- États-Unis /  Canada : 13 janvier 2014 sur CBS / Citytv

- États-Unis : 9,84 millions de téléspectateurs[17] (première diffusion)
- Canada : 1,273 million de téléspectateurs[18] (première diffusion + différé 7 jours)

### Épisode 9: titre français inconnu (Mike and Molly's Excellent Adventure)
- États-Unis /  Canada : 20 janvier 2014 sur CBS / Citytv

- États-Unis : 8,92 millions de téléspectateurs[19] (première diffusion)
- Canada : 1,25 million de téléspectateurs[20] (première diffusion + différé 7 jours)

### Épisode 10: titre français inconnu (Weekend at Peggy's)
- États-Unis /  Canada : 27 janvier 2014 sur CBS / Citytv

- États-Unis : 10,76 millions de téléspectateurs[21] (première diffusion)
- Canada : 1,36 million de téléspectateurs[22] (première diffusion + différé 7 jours)

### Épisode 11: titre français inconnu (Dips and Salsa)
- États-Unis /  Canada : 3 février 2014 sur CBS / Citytv

- États-Unis : 10,27 millions de téléspectateurs[23] (première diffusion)
- Canada : 1,26 million de téléspectateurs[24] (première diffusion + différé 7 jours)

### Épisode 12: titre français inconnu (Mind Over Molly)
- États-Unis /  Canada : 24 février 2014 sur CBS / Citytv

- États-Unis : 8,16 millions de téléspectateurs[25] (première diffusion)

### Épisode 13: titre français inconnu (Open Mike Night)
- États-Unis /  Canada : 3 mars 2014 sur CBS / Citytv

- États-Unis : 8,91 millions de téléspectateurs[26] (première diffusion)

### Épisode 14: titre français inconnu (Rich Man, Poor Girl)
- États-Unis /  Canada : 10 mars 2014 sur CBS / Citytv

- États-Unis : 7,67 millions de téléspectateurs[27] (première diffusion)

### Épisode 15: titre français inconnu (Three Girls and an Urn)
- États-Unis /  Canada : 17 mars 2014 sur CBS / Citytv

- États-Unis : 7,70 millions de téléspectateurs[28] (première diffusion)

### Épisode 16: titre français inconnu (The Dice Lady Cometh)
- États-Unis /  Canada : 24 mars 2014 sur CBS / Citytv

- États-Unis : 7,83 millions de téléspectateurs[29] (première diffusion)
- Canada : 1,054 million de téléspectateurs[30] (première diffusion + différé 7 jours)

### Épisode 17: titre français inconnu (McMillan and Mom)
- États-Unis /  Canada : 14 avril 2014 sur CBS / Citytv

- États-Unis : 7,49 millions de téléspectateurs[31] (première diffusion)

### Épisode 18: titre français inconnu (Mike's Manifold Destiny)
- États-Unis /  Canada : 21 avril 2014 sur CBS / Citytv

- États-Unis : 7,33 millions de téléspectateurs[32] (première diffusion)

### Épisode 19: titre français inconnu (Who's Afraid of J.C. Small?)
- États-Unis /  Canada : 28 avril 2014 sur CBS / Citytv

- États-Unis : 7,60 millions de téléspectateurs[33] (première diffusion)

### Épisode 20: titre français inconnu (Sex, Lies and Helicopters)
- États-Unis /  Canada : 5 mai 2014 sur CBS / Citytv

- États-Unis : 6,54 millions de téléspectateurs[34] (première diffusion)

### Épisode 21: titre français inconnu (This Old Peggy)
- États-Unis /  Canada : 12 mai 2014 sur CBS / Citytv

- États-Unis : 6,95 millions de téléspectateurs[35] (première diffusion)

### Épisode 22: titre français inconnu (Eight Is Enough)
- États-Unis /  Canada : 19 mai 2014 sur CBS[36] / Citytv

- États-Unis : 7,05 millions de téléspectateurs [37] (première diffusion)